# 僕らの一歩
「僕らの一歩」 （ぼくらのいっぽ）は、日本のロックバンド、TRICERATOPSの23rdシングル。2006年9月21日 、ビクターエンタテインメントよりリリース。 

## 内容
- 前作より3ヶ月ぶりのリリース。
- 本作がビクターからリリースした最後のシングル。

## 収録曲
1. 僕らの一歩 (5:21)
日本テレビ系『歌スタ!!』2006年9月度お題歌。AOKI CMソング
2007年8月25日に行われた「オールナイトニッポン40周年記念8・25オールナイトニッポン武道館」ライブで、吉井和哉と共演した際にこの曲とTHE YELLOW MONKEYの「JAM[1]」をセッションしている。テレビでたまたまこの曲を見た吉井は大絶賛していたという[2]。
2. ブレーカー (3:25)
3. 2020 (Live)  (4:43)

全作詞・作曲：和田唱　編曲：TRICERATOPS